# Stora Yxesjön
Stora Yxesjön är en sjö i Bengtsfors kommun, Färgelanda kommun och Melleruds kommun i Dalsland och ingår i Göta älvs huvudavrinningsområde. Sjön har en area på 0,403 kvadratkilometer och ligger 167,5 meter över havet.

## Delavrinningsområde
Stora Yxesjön ingår i det delavrinningsområde (651929-129105) som SMHI kallar för Inloppet i Teåkerssjön. Medelhöjden är 192 meter över havet och ytan är 5,25 kvadratkilometer. Det finns inga avrinningsområden uppströms utan avrinningsområdet är högsta punkten. Vattendraget som avvattnar avrinningsområdet har biflödesordning 4, vilket innebär att vattnet flödar genom totalt 4 vattendrag innan det når havet efter 177 kilometer. Avrinningsområdet består mestadels av skog (88 procent). Avrinningsområdet har 0,49 kvadratkilometer vattenytor vilket ger det en sjöprocent på 9,3 procent.